# Linea 2 (metropolitana di Shanghai)

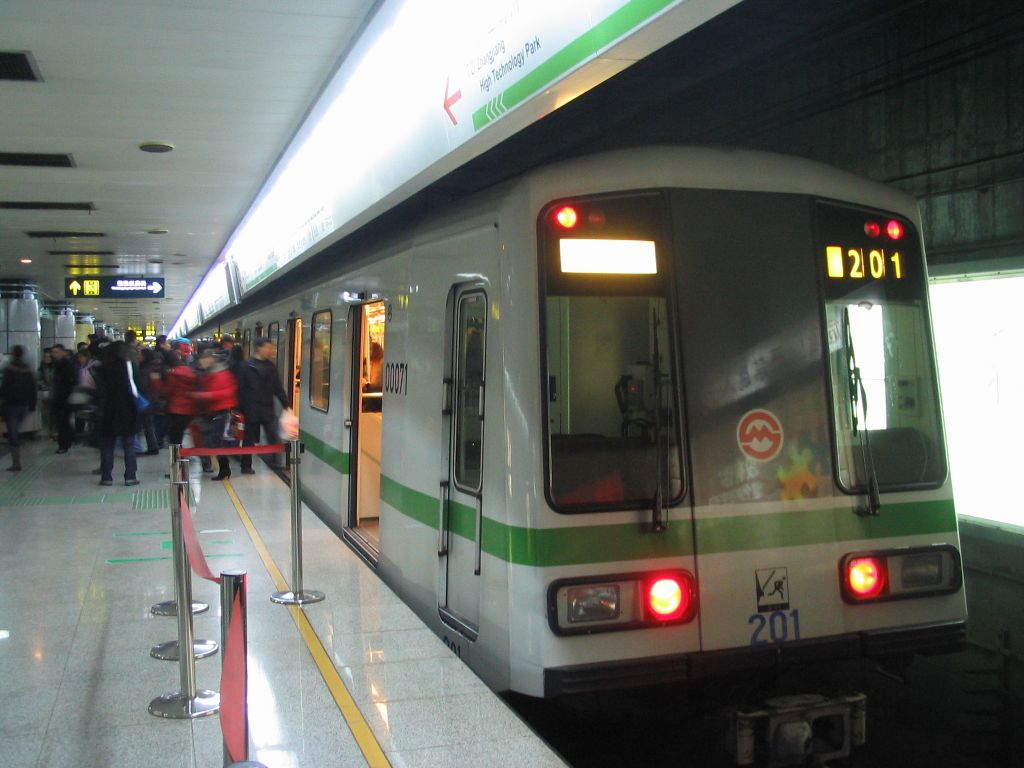
Treni della Linea 2

La Linea 2 della Metropolitana di Shanghai è una linea del sistema metropolitano di Shanghai. Si estende per più di 60 km ed è servita da 31 stazioni.

## Stazioni
| Linea 2 (二号线) |                                |              |
| #                | Stazione                       | Collegamenti |
| 1                | Xujing East                    |              |
| 2                | Hongqiao Railway Station       | Hongqiao     |
| 3                | Hongqiao Airport Terminal 2    |              |
| 4                | Songhong Road                  |              |
| 5                | Beixinjing                     |              |
| 6                | Weining Road                   |              |
| 7                | Loushanguan Road               |              |
| 8                | Zhongshan Park                 |              |
| 9                | Jiangsu Road                   |              |
| 10               | Jing'an Temple                 |              |
| 11               | West Nanjing Road              |              |
| 12               | People's Square                |              |
| 13               | East Nanjing Road              |              |
| 14               | Lujiazui                       |              |
| 15               | Dongchang Road                 |              |
| 16               | Century Avenue                 |              |
| 17               | Shanghai Sci. and Tech. Museum |              |
| 18               | Century Park                   |              |
| 19               | Longyang Road                  | Linea Maglev |
| 20               | Zhangjiang Hi-Tech Park        |              |
| 21               | Jinke Road                     |              |
| 22               | Guanglan Road                  |              |
| 23               | Tangzhen                       |              |
| 24               | Middle Chuangxin Road          |              |
| 25               | East Huaxia Road               |              |
| 26               | Chuansha                       |              |
| 27               | Lingkong Road                  |              |
| 28               | Yuandong Avenue                |              |
| 29               | Haitiansan Road                |              |
| 30               | Pudong International Airport   | Linea Maglev |